# Mads Hansen (fodboldspiller)
 For alternative betydninger, se Mads Hansen. (Se også artikler, som begynder med Mads Hansen)
Mads Hansen (født 10. april 2001) er en dansk fodboldspiller som spiller for Middelfart BK i 1. Division

## Karriere
Mads Hansen er et produkt af SønderjyskE's ungdomsakademi. Han skrev den 10. april 2019 under på en femårig kontrakt, samme dag som han fyldte 18 år. Han var på daværende tidspunkt førsteårs U/19-spiller.
Han blev rykket op i Superliga-truppen i 2019. Han fik sin debut i Superligaen den 6. oktober 2019 i en kamp mod Esbjerg fB på udebane. Her blev han skiftet ind i overtiden af en 2-1 sejr til SønderjyskE, og fik ét minut på banen. 
Han fik 17 minutter på banen i et 1-0 nederlag til Brøndby IF på udebane den 2. juni 2020 i grundspillets sidste kamp i Superligaen 2019-20.  Den 21. juni 2020 fremtvang han et straffespark ved stillingen 1-1, på JYSK Park i Silkeborg, i 90. minut. Det omsatte hans holdkammerat Mads Albæk til et mål, som afgjorde kampen til SønderjyskE's fordel.

## Privat
Han er storebror til sangerinden Julia Kathrine Hansen også kendt under kunstnernavnet Mumle. Og søn af tidligere fodboldspiller for Haderslev FK, Rasmus Hansen.

## Titler

### Klub
SønderjyskE
- Sydbank Pokalen: 2020